# Allison TF41
L'Allison TF41 (désignation des compagnies RB.168-62 et Model 912) est un turbofan américano-britannique à faible taux de dilution.

## Conception et développement
Le TF41 fut développé conjointement par Allison Engine Company et Rolls-Royce Limited, à partir du plus ancien RB.168-25R Spey. Allison fabriqua le TF41 sous licence, pendant que Rolls-Royce fournissait les pièces communes avec les Spey existants. Le TF41 fut conçu pour propulser le LTV A-7D Corsair II de l'US Air Force et l'A-7E de l'US Navy.
Un total de 1 140 exemplaires du TF41 furent livrés entre 1968 et 1983,.

## Applications
- Vought A-7 Corsair II : A-7D de l'US Air Force et A-7E de l'US Navy.

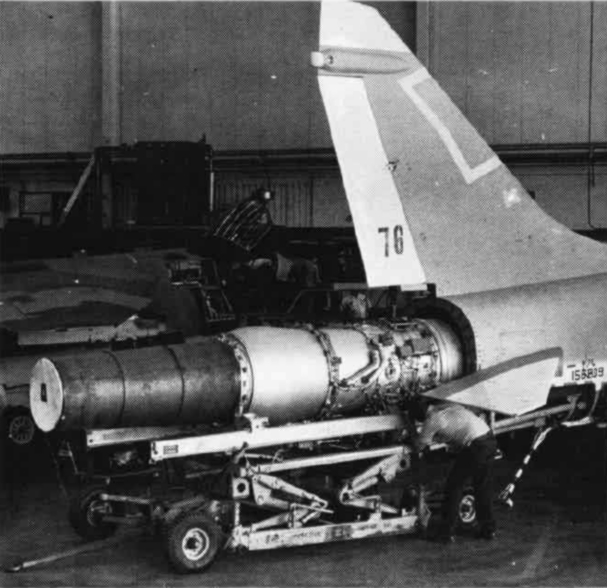
Démontage du TF41 d'un A-7E-4-CV Corsair II de lUS Navy.